# Корепанов, Дмитрий Гениевич
Дми́трий Ге́ниевич Корепа́нов (род. 21 июля 1959) — российский дипломат. Чрезвычайный и полномочный посланник 1 класса (2024).

## Биография
Окончил МГИМО МИД СССР (1982). Владеет французским и английским языками. На дипломатической работе с 1982 года.
- В 1984—1988 годах — сотрудник Посольства СССР в Алжире.
- В 1996—1999 годах — сотрудник Посольства Российской Федерации в Сенегале.
- В 2001—2006 годах — сотрудник Посольства Российской Федерации в Мали.
- В 2008—2012 годах — старший советник, советник-посланник Посольства Российской Федерации в Демократической Республике Конго.
- В 2015—2019 годах — советник-посланник Посольства Российской Федерации в Зимбабве.
- В 2020—2024 годах — заместитель директора Департамента Африки МИД Российской Федерации.
- С 16 января 2024 года — чрезвычайный и полномочный посол Российской Федерации в Габоне[1]. Верительные грамоты вручил президенту переходного периода Габона Брису Олиги Нгеме 27 июня 2024 года[2].

## Дипломатический ранг
- Чрезвычайный и полномочный посланник 2 класса (10 февраля 2012)[3]
- Чрезвычайный и полномочный посланник 1 класса (13 февраля 2024)[4]

## Семья
Женат, имеет сына и дочь.